# Gerd Bauer (Zeichner)
Gerhard Peter „Gerd“ Bauer (* 20. November 1957 in Wolfsbach; † 27. November 2017 in Bamberg) war ein deutscher Zeichner und Modelleur, Kinderbuchillustrator, Cartoonist und Comiczeichner. Er war verheiratet mit der Fotografin Christiane Richter. 

## Leben
Gerd Bauer, der eigentlich Gerhard Peter Bauer hieß, arbeitete von 1979 bis 1981 als Keramikmaler und veröffentlichte etwa zur selben Zeit Cartoons im Goblmoo, einer Stattzeitung, die nach dem Gabelmann benannt wurde. Bauer zog 1981 von Bamberg nach Nürnberg, um dort ab 1982 an der Akademie der Bildenden Künste bei Heinz Schillinger zu studieren.
Als erste Nürnberger Zeitschrift veröffentlichte der Plärrer ab 1982 Bauers Cartoons und Karikaturen. 1983 erschien der Cartoonband Wüste Welt beim Plärrer-Verlag in Nürnberg. Seit 1986 arbeitete Bauer als selbständiger Zeichner und Modelleur. Zwischen 1983 und 1989 erschienen fünf Cartoonbände im Eichborn Verlag. 1991 erschien ein Cartoonband im Alpha Comic Verlag. Zusammen mit Rudi Sopper entstanden 1997 die Kinderbücher Burgfrosch Balthasar und Klein-Gans, beide im Baumhaus-Verlag. 1998 wurde die Geschichte des Burgfrosches Balthasar am E.T.A.-Hoffmann-Theater aufgeführt, das Bühnenbild stammte von Bauer. Im selben Jahr erschien der erste Band der fränkischen Kochbuchreihe Sadd & Dsufrieden, für deren Illustration Bauer verantwortlich ist. Der Cartoonband Bauernseufzer erschien 1999.
Seit 1996 steuerte Bauer regelmäßig Cartoons für die Nürnberger Regionalausgabe der Abendzeitung bei. Ab 1999 veröffentlichte die IHK Nürnberg für Mittelfranken Bauers Cartoons in der Zeitschrift WiM – Wirtschaft in Mittelfranken. Eine Auswahl von Zeichnungen aus dieser Reihe erschien im Dezember 2007 als Passd scho!! Gerd Bauers Kompendium für Wirtschaft und überhaupt in Buchform.
Weitere Cartoons wurden in der Zeitung des Klinikums Nürnberg und dem Kindermagazin Spick abgedruckt. Überdies wurden Bauers Zeichnungen in verschiedenen Katalogen und Sammelbänden unter anderem des Haffmans Verlags, Achterbahn-Verlags, Eulenspiegel-Verlags, Zinnober-Verlags und der Elefanten-Press veröffentlicht.
Bauer stellte außerhalb Frankens in Berlin, Kassel, Greiz, Tokyo und Kyōto aus. 2016 wurde Gerd Bauer mit dem Förderungspreis der Stadt Nürnberg ausgezeichnet. Am 27. November 2017 starb Gerd Bauer nach langer Erkrankung in Bamberg. 